# بيل هاس
بيل هاس (بالإنجليزية: Bill Haas)‏ هو لاعب غولف أمريكي، ولد في 24 مايو 1982 في تشارلوت في الولايات المتحدة.

## وصلات خارجية
- بيل هاس على موقع رابطة لاعبي الغولف المحترفين (الإنجليزية)
- بيل هاس على موقع التصنيف العالمي الرسمي للغولف (الإنجليزية)